# ルネ・メッジ

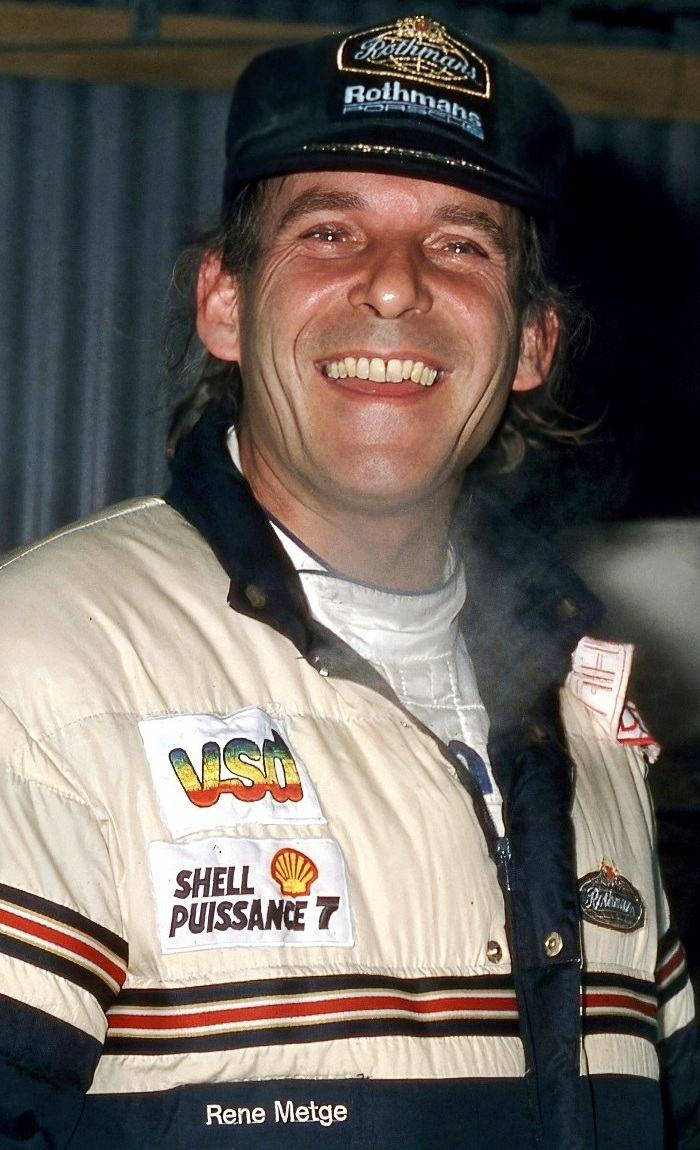
ルネ・メッジ

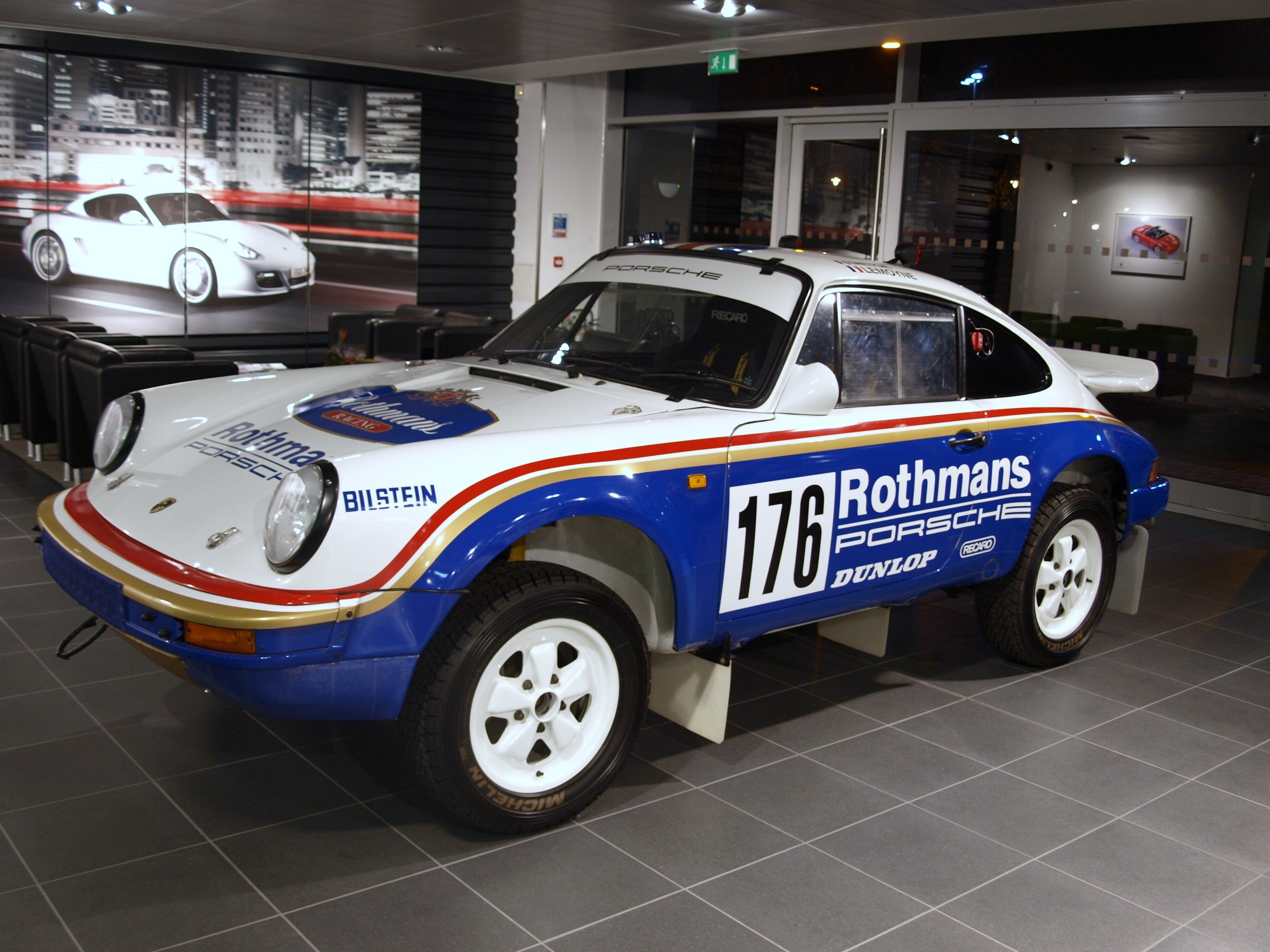
1984年ダカールを制覇した時のポルシェ・953

ルネ・メッジ（René Metge、1941年10月23日 - 2024年1月3日）は、フランス・オー＝ド＝セーヌ県モンルージュ出身のレーシングドライバー、実業家。「ルネ・メチェ」とも呼ばれる。
ポルシェや英国車を中心にドライブし、ダカール・ラリーの四輪部門を3度制覇した。

## 経歴
7歳で父のブガッティのステアリングを握った。パリの学校で精密スタンピング加工の技術者となり、最初の上司からデルビの50ccバイクのトレーニングを受けたり、ガレージをもらったりした。
1972年にルノー・12 ゴルディーニカップで優勝。フランスツーリングカー選手権に参戦し、トライアンフ・ドロマイトをドライブして1976年に2,000以下クラス、1978年に1,600〜2,500ccクラス王者となった。1982年にはローバー・3500をドライブして総合でも王者となっている。
ル・マン24時間には6回出場しているが、すべてポルシェ（グループ4やグループ5）をドライブしており、1982年にグループ5クラスで1位完走を果たした。1986年には四輪駆動のポルシェ・961でル・マンにエントリーし、総合7位となった。1987年はサルテ・サーキットのユノディエールで961をドライブし、382km/hをマークした。
ニュルブルクリンク24時間やスパ・フランコルシャン24時間ではBMWもドライブした。
1981年に立ち上がったル・マン24時間のカミオン（トラック）版にも参戦し、1983年にMANをドライブして優勝している。
ラリーレイドにも古くから挑戦しており、ダカール・ラリーの事実上の前身となるアビジャン-ニースラリーで1978年に2位となった。その後誕生したダカール・ラリーの四輪部門に参戦し、1981年（ランドローバー・レンジローバー）に初優勝。これを受けたジャッキー・イクスの紹介でポルシェワークスに加入し、1984年（ポルシェ・953）、1986年（ポルシェ・959）の合計3度の優勝を果たした。1984年には北米のバハ1000でも2位となった。
最後の優勝の年にダカール創始者ティエリー・サビーヌが死去。メッジは彼の後釜としてダカールの運営組織TSO（ティエリー・サビーヌ・オルガニザシオン）に加入し、競技ディレクターとなって、サビーヌの父ジルベール・サビーヌと共に運営に携わった。しかしメッジの運営はうまくいかず、不評のままTSOを去った。
しかしその後もTSOでの経験を活かしてモトネージュ-ハリカーナ、マスターラリー（パリ-北京）、モスクワ-イスタンブール、ルカネー-ペトラ、トルクメン・デザート・チャレンジなどのラリーレイドイベントを転々としながら運営に携わった。
1994年ダカールではペルリーニのトラックをドライブし、総合6位でフィニッシュした。
2003年にル・マンに参戦するダッジ・バイパーGT-Sのテストを行った。
2002年から2007年の間に日産のワークス格であるフランスのチーム・ドスードに加入して、フランス人ロックスターのジョニー・アリディ、ジャーナリストのベルナール・シュバリエ、ツーリングカー世界王者のイヴァン・ミュラーなどのナビを務めた。なお2003年は娘のエロディをナビとして、トラック部門勝者に名を連ねるジョルジュ・グロワンが開発したメルセデス・ML430で参戦した。
2009年に同じくフランス人のジャン＝ルイ・シュレッサーとともに、アフリカ・エコレースを立ち上げた。
モンルージュでランドローバーを扱うディーラーも経営している。
2022年に自伝『ルネ・メッジ 7歳から77歳までのパイロット』を出版した。その発表会にはダカールの戦友や、サビーヌの元妻が出席した。
2024年1月3日に死去。82歳没。

## 余談
2010年代後半にホンダのワークスチームであるTeam HRCからダカールの二輪部門に参戦したマイケル・メッジ、およびその兄弟でホンダ・サウスアメリカからエントリーしたアドリアン・メッジは、ルネ・メッジと血縁関係があると公言し、ホンダのホームページでもそのような記載がされているが、メッジの娘のエロディはこれを明確に否定している。